# Jaime Lladó Lumbera
Jaime Lladó Lumbera (Barcelona, 16 de agosto de 1916 - 2001) fue un jugador de ajedrez español.

## Resultados individuales
Fue dos veces campeón de España. En el año 1956 superando al gran maestro Arturo Pomar y en 1961 superando al jugador Pedro Puig Pulido, siendo subcampeón en dos ocasiones en 1955 por detrás de Jesús Díez del Corral y 1962 por detrás de Arturo Pomar. Participó en el Torneo Internacional de Gijón de 1956 (Venció Larsen), obteniendo el octavo puesto. Fue cinco veces Campeón de Cataluña de ajedrez, en los años 1951, 1952, 1955, 1956 y 1967, y resultó subcampeón en tres ocasiones, en los años 1959, 1961 y 1966.
Perdió ante José Raúl Capablanca y Graupera en unas simultáneas con reloj, celebradas en el Club de Ajedrez Barcelona, con el resultado de +9 = 0, -1, el 14 de diciembre de 1935.

## Resultados por equipos
Participó representando a España en las Olimpíadas de ajedrez de 1958 en Múnich, en el Campeonato de Europa de ajedrez por equipos en dos ocasiones, en los años 1961 en Oberhausen y 1970 en Kapfenberg y en tres Copa Clare Benedict en los años 1958 en Neuchâtel, 1959 en Lugano y 1963 en Lucerna.